# 루갈자게시
움마의 루갈자게시(재위 기원전 2359년 ~ 2335년)는 아카드의 사르곤에 의한 수메르 정복과 아카드 제국의 부상 직전의 수메르 왕이었다. 그리고 루갈자게시는 우루크 제3 왕조의 유일한 왕으로 추대되었다. 그는 수메르를 하나의 왕국으로 통일한 최초의 왕이었다.
루갈자게시는 팽창 전략을 추구하였다. 그는 움마의 왕으로서 시작하였고 우루크를 포함한 여러 수메르 도시를 정복하였다. 그는 우루크에 그의 수도를 정하였다. 그는 라가시의 우루카기나를 폐하였고 통일 메소포타미아 제국을 세웠다. 그 제국은 루갈자게시에 의하여 25년간 다스려졌다고 한다.
그러나 그의 국가는 아카드의 사르곤에 의해 무너지고 패배한 루갈자게시는 목줄에 묶인 채 엘릴의 문으로 끌려 갔다고 한다.